# Jej portret (piosenka)
Jej portret – piosenka zaśpiewana po raz pierwszy na X Krajowym Festiwalu Piosenki Polskiej w Opolu w 1972 przez Bogusława Meca. Muzykę skomponował Włodzimierz Nahorny początkowo jako utwór instrumentalny, a tekst napisał później Jonasz Kofta.
Piosenkę wykorzystano na ścieżce dźwiękowej filmu Jej portret (1974, oficjalna premiera w 1982 r.) w reżyserii Mieczysława Waśkowskiego